# Naos (Stern)
Naos (von altgriechisch Ναῦς Naús, deutsch ‚Schiff‘), Bayer-Bezeichnung Zeta Puppis (ζ Puppis), ist der hellste Stern im Sternbild Achterdeck des Schiffs (lat. Puppis). Es ist ein blauer Überriese und gehört der Spektralklasse O 5 Ia an. Er ist ca. 1100 Lichtjahre entfernt. Er besitzt eine scheinbare Helligkeit von ca. 2,25 mag. Der Name Naos wurde am 21. August 2016 von der IAU in die offizielle Liste der Sternnamen aufgenommen. Ein weiterer historischer Name ist Suhail Hadar (arabisch سهيل هدار, DMG Suhayl haddār).
Aufgrund der Aufteilung des ehemaligen Sternbilds Argo Navis in die Sternbilder Achterdeck des Schiffs, Kiel des Schiffs und Segel des Schiffs haben diese ein gemeinsames „Set“ an Bayer-Bezeichnungen. Aus diesem Grund hat Naos nicht Alpha, sondern Zeta als griechischen Buchstaben. Der hellste Stern Alpha von Argo Navis ist Canopus im Sternbild Kiel des Schiffs. 
Naos war der Hauptstern des altägyptischen Sternbildes Sterne des Wassers. 
Man vermutet, dass der Stern einer relativ seltenen Sternengruppe angehört, den blauen Nachzüglern.